# I Walk the Line
I Walk the Line je pjesma Johnnyja Casha, američkog country glazbenika, snimljena 1956. godine. Singl je izdala diskografska kuća Sun Records te je pjesma postala jedan od prvih Cashovih hitova. Singl je zasjeo na prvo mjesto Billboardove top ljestvice na kojoj se pjesma nalazila 43 tjedna. Singl je prodan u 2 milijuna primjeraka. Godine 2004. časopis Rolling Stone smjestio je pjesmu među 500 najznačajnijih svih vremena. Film sličnog naziva o životu Johnnyja Casha, Walk the Line, snimljen je 2005. godine s Joaquinom Phoenixom u glavnoj ulozi.